# Schlacht von Aguere

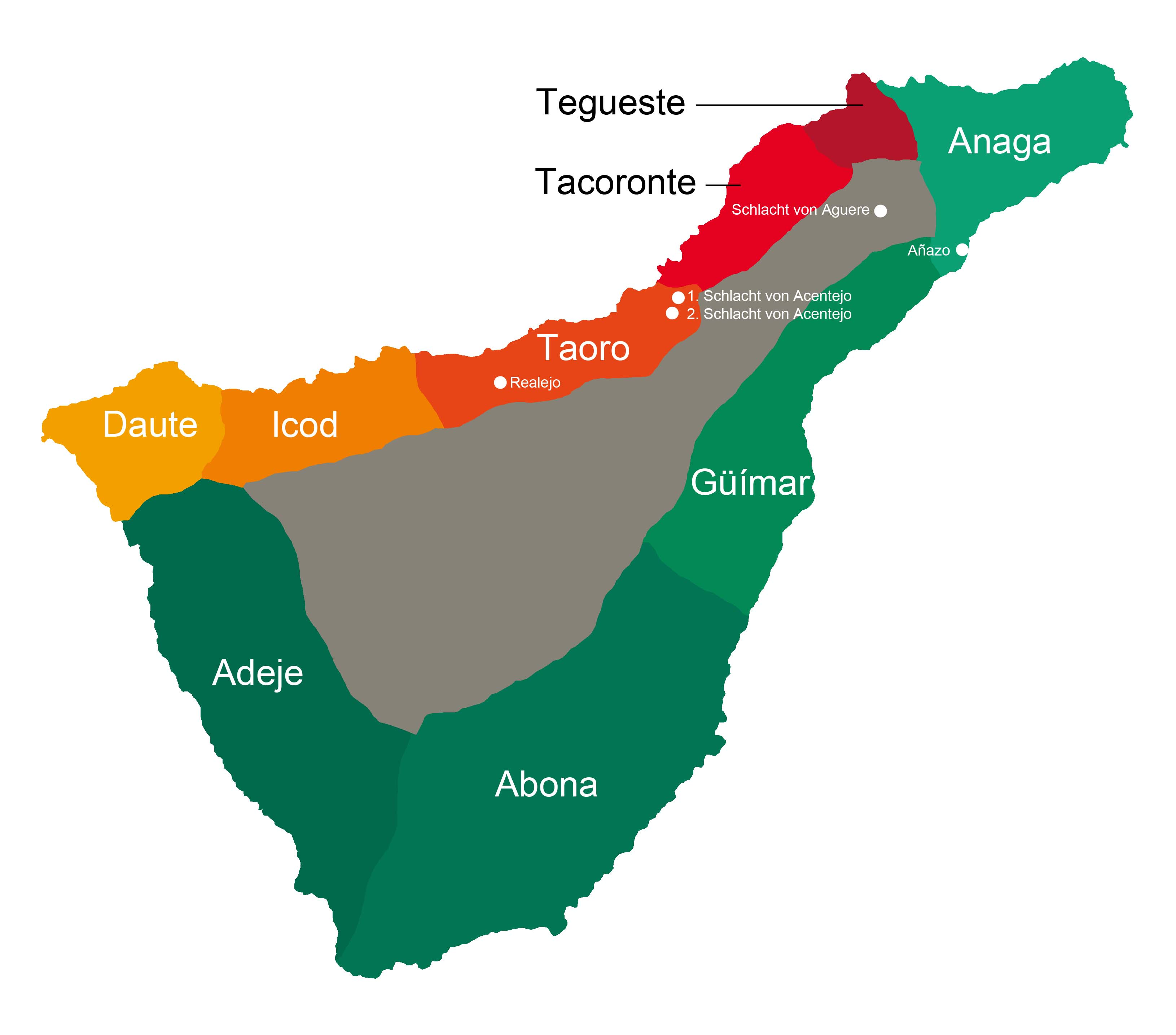
Menceyatos zur Zeit der Eroberung

In der Schlacht von Aguere, auch bekannt als Schlacht von La Laguna, besiegte Mitte November 1495  ein Heer im Auftrag der Katholischen Könige unter dem Kommando Alonso Fernández de Lugos die Kämpfer der im Nordteil der Insel Teneriffa gelegenen Menceyatos (Guanchenfürstentümer) die unter der Leitung Bencomos, des Menceys (Guanchenfürst) von Taoro kämpften. Die Schlacht fand auf einem offenen, abschüssigen Gelände östlich der heutigen Innenstadt La Lagunas statt.

## Vorgeschichte

### Übernahme der Rechte an der Eroberung durch die Krone von Kastilien
Im Jahr 1477 vereinbarte die Krone von Kastilien eine Zahlung von fünf Millionen Maravedíes an Diego García  de Herrera und Doña Inés Peraza als Entschädigung für deren Verzicht auf die Eroberung und die politischen Herrschaft über die Inseln Gran Canaria, La Palma und Teneriffa.  Im Jahr 1483 wurde die Eroberung der Insel Gran Canaria abgeschlossen. Im Jahr 1493 wurde unter der Führung Alonso Fernández de Lugos die Insel La Palma erobert.

### Erster Versuch der Eroberung Teneriffas durch Alonso Fernández de Lugo
Im Mai 1494 landeten 1.500 Infanteristen und 150 Reiter unter dem Befehl Alonso Fernández de Lugos am Strand von Añaza etwas südlich der heutigen Innenstadt von Santa Cruz de Tenerife.  Mit den Menceyes von Anaga, Güímar, Abona und Adeje wurden Friedensverträge geschlossen. Ein Gespräch zwischen Bencomo, dem Mencey von Taoro, und Alonso Fernández de Lugo führte nicht zu einem Abkommen. Die Menceyes von Taoro, Tegueste, Tacoronte, Icod y Daute waren nicht bereit, sich den kastilischen Königen zu unterwerfen. Daraufhin marschierten die kastilischen Truppen in Richtung des Gebietes von Taoro (Orotavatal). Im Barranco de Acentejo, einer engen Schlucht, wurden sie von den Kämpfern der Guanchen angegriffen. Aufgrund der Enge des Barrancos waren die Kastilier nicht in der Lage, eine Kampfordnung einzunehmen und so ihre überlegene Waffentechnik zu nutzen. Die Erste Schlacht von Acentejo endete in einem „Gemetzel“ (span. Matanza) an den Kastiliern, das nur 300 der 1.500 Fußsoldaten und 60 der 150 Reiter überlebten. Die Überlebenden verließen Anfang Juni 1494 die Insel Teneriffa.

### Zweiter Versuch der Eroberung Teneriffas durch Alonso Fernández de Lugo
In der Zeit nach der 1. Schlacht von Acentejo 1494 und der neuen Invasion 1495 war auf der Insel die Einwohnerzahl durch den Ausbruch von vorher unbekannten Seuchen stark gesunken. Das wird auf die Verwesung der Leichen zurückgeführt, die nach der ersten Schlacht von Acentejo unbeerdigt blieben. Die Guanchen hatten keine Abwehrkräfte gegen diese eingeschleppten Krankheiten.
Nachdem Alonso Fernández de Lugo Geldgeber gefunden hatte, rüstete er ein neues Eroberungsheer aus und landete Anfang November 1495 mit 1.500 Mann und 100 Pferden wieder in Añaza.  Die Truppen bestanden aus Söldnern, die bei der Eroberung Granadas mitgekämpft hatten. Sie wurden von dem Herzog von Medina-Sidonia ausgerüstet und bezahlt. Eine weitere Gruppe waren Soldaten, die sich nach den Kämpfen um Gran Canaria bereits auf dieser Insel niedergelassen hatten. 40 Ureinwohnern der Insel Gran Canaria kämpften mit ihrem früheren Fürsten Fernando Guanarteme an der Spitze.
Nach der Landung erneuerte Alonso Fernández de Lugo die Verträge mit den „Menceyes de pace“, den Guanchenfürsten, die nicht gegen die Invasoren kämpften. Er ließ die noch bestehende Befestigungsanlage von Añaza durch Steinmauern verstärken und eine neue Anlage bei Gracia (heute zwischen La Laguna und Santa Cruz gelegen) auf dem Gebiet des feindlichen Menceyatos Tegueste errichten. Diese Anlage stellte einen Vorposten dar für zukünftige kriegerische Unternehmungen gegen die Menceyatos des nördlichen Teils der Insel.  Bei der Befestigungsanlage von Gracia wurde ein zweites Lager angelegt.
Nach der Landung der kastilischen Truppen  mobilisierte Bencomo, der Mencey von Taoro, alle tauglichen Männer seines Königreiches und forderten die Anwesenheit der Monarchen von Tegueste, Tacoronte, Icod und Daute. Wegen der vorhergehenden Seuchen scheint die Zahl der kampffähigen Guanchen der nördlichen Menceyatos 5.000 kaum überschritten zu haben.

## Verlauf der Schlacht

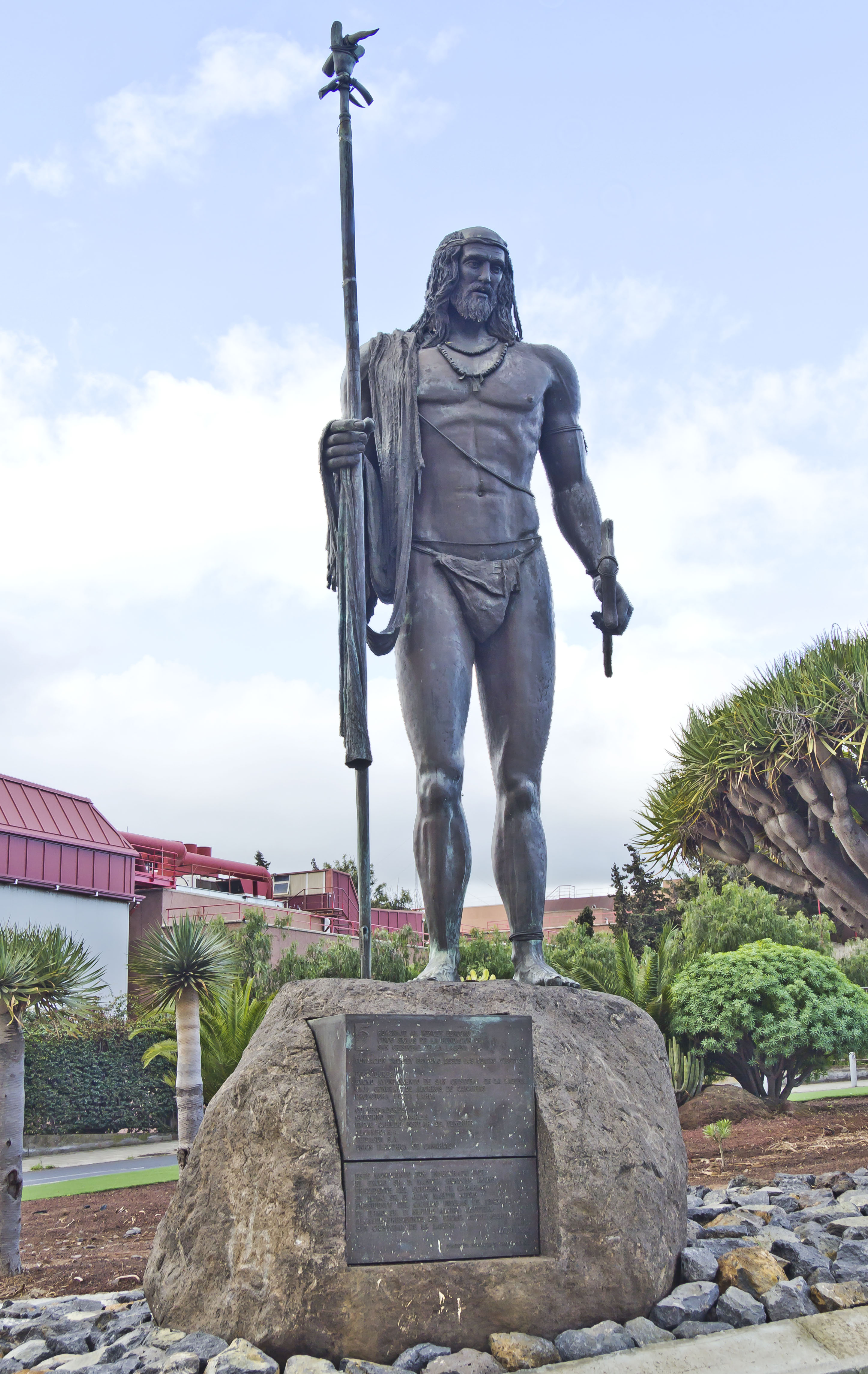
Die überlebensgroße Bronzestatue zum Andenken an den Mencey Bencomo steht in der Gegend, in der 1495 die Schlacht von Aguere stattgefunden hat.

Am 14. November standen sich die zwei Armeen oberhalb des Feldlagers von Garcia etwas unterhalb der heutigen Innenstadt von La Laguna auf einem offenen Gelände gegenüber.
Vor der Schlacht fand das bei den für die Katholischen Könige gegen „Ungläubige“ kämpfenden Truppen übliche Ritual statt: Lugo forderte den König von Taoro durch den kastilischen Dolmetscher Guillén Castellano auf, sich der Herrschaft der Katholischen Könige zu unterwerfen. Das wurde, wie üblich, von den Guanchen abgelehnt.
Die Guanchen waren hauptsächlich mit einer im Feuer gehärteten Holzlanze (Banote) bewaffnet. Die für die Kastilier gefährlichste Waffe der Guanchen waren geworfene Steine mit scharfen Kanten, die bereits in der ersten Schlacht von Acentjeo zu vielen Verwundeten und Toten auf der Seite der Kastilier geführt hatten. Sie nutzten aber auch im Nahkampf verschiedene in der ersten Schlacht von Acentejo erbeutete Waffen der Kastilier.
Bei einer klaren Gegenüberstellung der Truppen war den Kastiliern der Einsatz von Feuerwaffen und Armbrüsten möglich. Das Grasland von La Laguna erlaubte der Kavallerie der Kastilier die volle Entfaltung.
Die Kämpfe dauerten mehrere Stunden. Informiert über die Kämpfe, machten sich die im Lager Añazo zurückgebliebenen Truppen, darunter auch Fernando Guanarteme, auf den Weg in Richtung La Laguna. Ihre Ankunft erhöhte die Kampfmoral der Kastilier, die zumindest zahlenmäßig weiterhin unterlegen waren.
Nachdem die Niederlage der Guanchen unvermeidbar erschien, überquerten sie den Barranco de Gonzaliáñez. An ihrer Spitze war Tinguaro, der Bruder des Menceys von Taoro. Er wurde von den Kastiliern getötet und der Körper bis zur Unkenntlichkeit verstümmelt. Sein Kopf wurde abgeschnitten, auf einen Spieß gesteckt und den auf dem Rückzug befindlichen Truppen der Guanchen gezeigt. Ob es sich wirklich um Tinguaro oder um Bencomo gehandelt hat, ist umstritten.
In der Schlacht von Aguere wurden 45 von Lugos Männern und 1700 Guanchen getötet.
Nachdem Alonso Fernández de Lugo nach der Schlacht in das Lager von Gracia zurückgekehrt war, ordnete er an, dass an dem Ort des historischen Ereignisses eine Kapelle zu Ehren der Jungfrau Maria in Anerkennung ihrer Hilfe zu errichten sei. Die Kapelle Nuestra Señora de Gracia wurde am 9. Mai 2006 unter Denkmalschutz gestellt.

## Ereignisse in der Folgezeit
Der Sieg von La Laguna gab den spanischen Truppen ihr Vertrauen zurück und demoralisierte gleichzeitig die Reste der Eingeborenen.
In der zweiten Schlacht von Acentejo, die etwas westlich der ersten Schlacht von Acentejo auf dem Gebiet der heutigen Stadt La Victoria stattfand, wurden die Guanchen im Dezember 1495 endgültig besiegt. Sie kapitulierten im Sommer 1496 im Feldlager der Kastilier auf dem Gebiet der heutigen Stadt Realejos.